# غابات رانية
غابات رانية هي غابات تقع في قضاء رانية في محافظة السليمانية شمال العراق، تقع الغابات شرق قضاء رانية بمسافة تبعد (1كم) عن الشارع رئيسي الذي يربط رانية بقلعة دزة ويقع خلفها جبل (كيوه ره ش)، حيث يعتبر مكان راحة واسترخاء لسكان المنطقة، ويلجأ اليها العديد من السكان والسياح نظرًا لاحتوائها على غابات وأشجار كثيفة. تطل الغابات على بحيرة رانية التي تمتد بطولها لتصل سد دوكان؛ ويعود تاريخ انشائها إلى العهد العثماني في عام 1789.